# Webra
A Webra  magyar fejlesztésű, PHP-ben írt tartalomkezelő rendszer. A rendszer MySQL, MSSQL, Oracle Database vagy PostgreSQL adatbázist használ az adatok tárolására.
A Webra tartalomkezelő rendszer jelenlegi, 3.0-s verziója alkalmas portálok, intranet, extranet, interaktív flash portál, tudásbázis, turisztikai szolgáltatások vagy elektronikus könyvek tárolására és kiszolgálására. Webra tartalomkezelő rendszert használ több minisztérium (a Nemzeti Erőforrás Minisztérium és jogelődei, valamint a Vidékfejlesztési Minisztérium), a Magyar Turizmus Zrt., a Fővárosi Állat- és Növénykert, az Oktatási Hivatal, a Kultúra.hu vagy a Kempelen Farkas Digitális Tankönyvtár.

## Fontosabb szolgáltatásai
- több domain kiszolgálása közös adminisztrációs felületről;[7][11][12][13][14][15]
- felhasználóbarát adminisztrációs, tartalom- és dokumentumkezelő felület;
- keresőoptimalizálást segítő eszközök, beszédes URL-ek;
- RSS feed-ek;
- fórum;
- azonnali keresés;
- többnyelvű tartalom kezelése, nyelvi tükör;
- médiatár: videók automatikus konverziója, kép thumbnail-ek előállítása.

## Munkafolyamat-kezelés
A Webra munkafolyamat-kezelő modul lehetővé teszi, hogy külső látogatók és belső munkatársak az üzleti folyamatok tevékenységeiben részt vegyenek, valamint a folyamatokat nyomon kövessék; a jogosult adminisztrátorok valós időben monitorozzák és a hatékonyságot összegezzék. Új folyamatok tervezése grafikus felületen keresztül lehetséges.
A munkafolyamat-kezelő teljes egészében a Workflow Management Coalition Group szabványai alapján készült, és ennek következtében képes más programokkal való adatcserére (XPDL import/export).